# デュー阪急山田

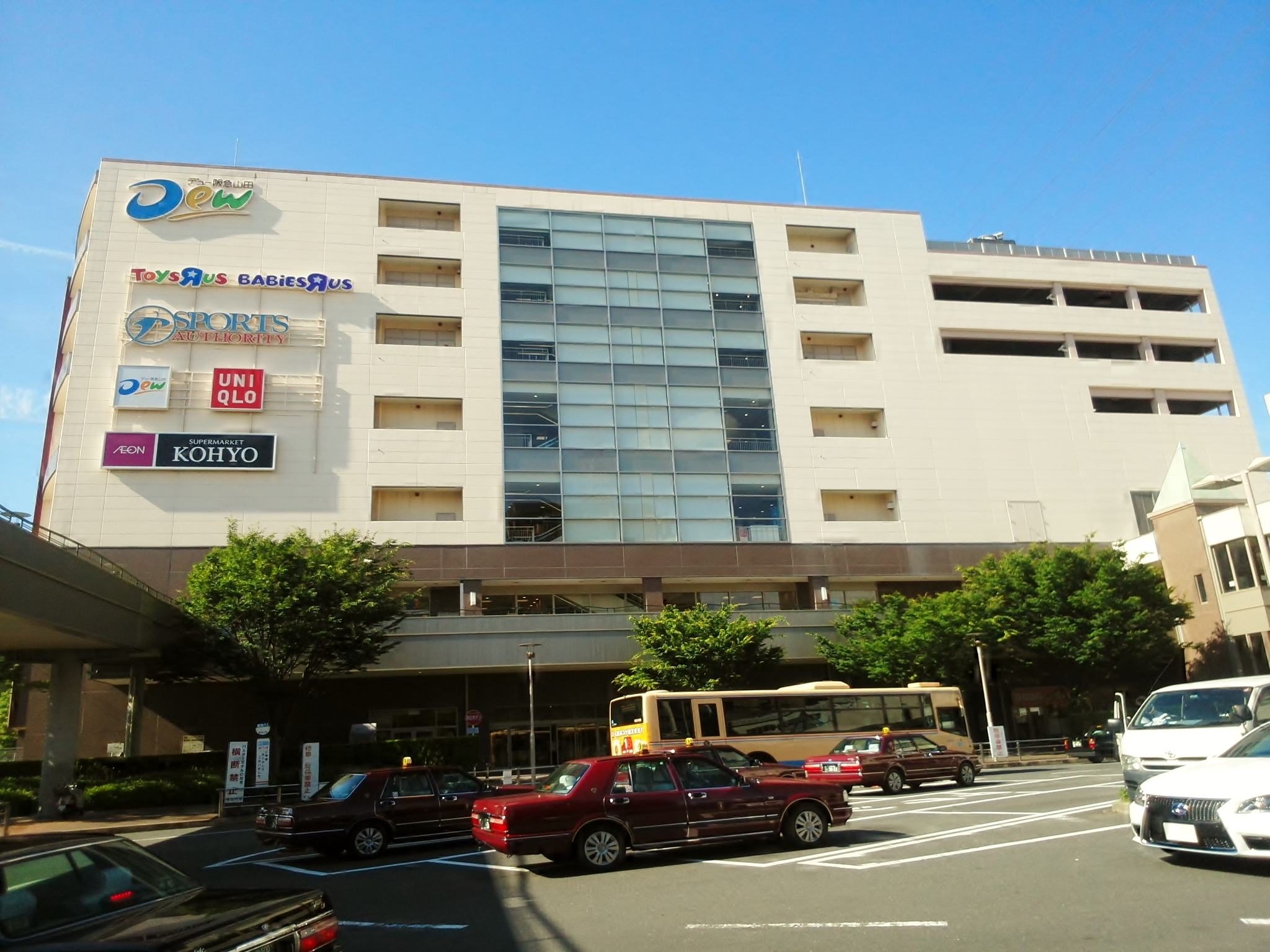
デュー阪急山田

デュー阪急山田（デューはんきゅうやまだ）とは、大阪府吹田市山田西にある、阪急阪神ホールディングスグループの運営する複合商業施設である。

## 概要
2003年11月20日に開業した。阪急千里線・大阪モノレール 山田駅前に立地する。

## フロア構成
1階
- コーヨー
- ココカラファイン
- 神戸屋
- 御座候
- 不二家
- 鳥ぷろ
- コロッケ松本家
- 美容室
- UFJ銀行ATM

2階
- ユニクロ
- ブックファースト
- キャンドゥ
- 近畿日本ツーリスト
- マクドナルド
- 家族亭
- 手芸の丸十
- マジックミシン

3階
- スポーツオーソリティ　※開業からの20年入居契約を更新せず退店。24年1月より閉鎖中、24年3月に別テナントオープン予定。

4階
- トイザらス　　※開業からの20年入居契約を更新せず退店。24年1月より閉鎖中、24年3月に別テナントオープン予定。

5階・6階・R階
- 駐車場
  - 有料であるが、最初の1時間は無料である。また、1店舗で3000円以上の買い物でプラス1時間（計2時間）無料のサービスも実施している。

## 営業時間
- コーヨー・駐車場以外　10:00 - 21:00
- コーヨー・駐車場　10:00 - 22:00（9:30 - 営業の日もあり）